# Granulomatös polyangit
Granulomatös polyangit - (GPA) (tidigare Wegeners granulomatos) är en ovanlig systemsjukdom som angriper finare blodkärl (vaskulit) men som kan drabba alla kärl, framför allt händernas, fötternas, luftvägarnas, näsans och njurarnas kärl. Upphostningar med blod, samt näsblod är vanligt. Ögonen är ofta drabbade. Det är också vanligt att njurarna drabbas och om behandling inte sätts in snabbt kan deras funktion kraftigt minska eller helt slås ut. Sjukdomen angriper dock inte endast dessa organ, utan hela kroppens blodomlopp kan drabbas och det är särskilt de finare blodkärlen (kapillärerna) som angrips. Sjukdomen kan leda till subglottal stenos och granulombildningar i trachea eller under det subglottala rummet. Detta kan numera effektivt behandlas med laserkirurgi. I sällsynta fall har man noterat fall med blödningar i hjärnan och i tarmarna. Fall där vaskuliter uppträtt på stora delar av huden förekommer också.  
Utan behandling kan sjukdomen leda till döden, men allvarligast nu för tiden är att i synnerhet njurarna tar allvarlig skada. Granulomatos med polyangit är en autoimmun sjukdom som innebär att kroppen producerar s.k. autoantikroppar som angriper blodkärlen (i det här fallet) med inflammationer som följd. I vanliga fall bildas antikroppar för att motverka exempelvis influensa och andra sjukdomar, men i fallet med autoantikroppar angrips kroppens egna och normala funktioner. Sjukdomsförloppet mäts med hjälp av dessa antikroppar som kallas C-ANCA. Behandling sker med kortison och cellgifter. Numera har man börjat behandlingar med humana antikroppar så kallade ANtiCD20-mediciner som Mabthera. 
Cirka 90 personer i Sverige insjuknar varje år. Sjukdomen kan debutera i alla åldrar, men vanligast är i 50-60-årsåldern. Kvinnor och män drabbas i stort sett lika ofta. Antalet sjukdomsfall uppskattades 2008 till ungefär 2200-2400 diagnostiserade fall.
Sjukdomen har varit uppkallad efter Friedrich Wegener som i detalj beskrev den 1936 och 1939; den beskrevs dock första gången 1897 av Peter McBride. Sjukdomen har fått ett nytt diagnosnamn Granulomatos med polyangit - (GPA). Sjukdomen kan också gå under namnen: Klingers syndrom, Klinger-Wegeners syndrom, Wegeners sjukdom, Wegeners syndrom, Wegener-Churg-Klingers syndrom, eller Wegener-Klingers syndrom.